# Zé Gerardo Arruda
José Gerardo Oliveira de Arruda Filho (Fortaleza, 30 de abril de 1959) é um político cearense. É ex-prefeito do município de Caucaia (1997-2000) e cumpriu três mandatos como deputado federal (1995-1997 e 2003-2007 e 2007-2011).